# Nicky Hunt
Nicholas Brett „Nicky“ Hunt (* 3. September 1983 in Westhoughton bei Bolton) ist ein englischer Fußballspieler, der für Leyton Orient spielt.

## Karriere
Der rechte Verteidiger ist seit seiner Schulzeit ein großer Fan der Bolton Wanderers. Sein Pflichtspieldebüt für die Trotters gab er in der Saison 2000/01 in der zweiten Liga Englands beim letzten Meisterschaftsspiel vor dem Aufstieg von Bolton gegen Sheffield United. Das Debüt in der Premier League gab Hunt am 16. August 2003 gegen Manchester United. Der Engländer bestritt nun schon über 100 Einsätze für „seinen“ Klub, welchen er nur 2008 kurzfristig auf Leihbasis für elf Ligaspiele zu Birmingham City verließ. International spielte Hunt zehn Mal für die englische U-21-Auswahl.
Hunt wurde im Januar 2010 an Derby County für den Rest der Saison verliehen. Zu Beginn der Football League Championship 2010/11 wechselte er zum englischen Zweitligisten Bristol City.